# Pelendur
Pelendur is een personage in J.R.R. Tolkiens werk In de ban van de ring. Pelendur was stadhouder van Gondor.
Pelendur werd in het jaar 1879 van de Derde Era geboren. In zijn tijd heersten er nog koningen over Gondor en was de stadhouder (Sindarijns: Arandur, 'dienaar van de koning') de belangrijkste ambtenaar en raadsman van de koning. Hij stamde af van heer Húrin van Emyn Arnen, die onder koning Minardil stadhouder van Gondor was. Onder Pelendur werd het stadhouderschap erfelijk.
Pelendur was stadhouder tijdens de heerschappij van koning Ondoher van Gondor. In 1944 werd Gondor langs twee kanten aangevallen. Vanuit het zuiden vielen de Haradrim aan en vanuit het oosten werd Gondor belaagd door de Wagenrijders, een federatie van Oosterlingen. Koning Ondoher leidde het grootste deel van Gondors strijdmacht naar Dagorlad, alwaar hij een verpletterende nederlaag leed. Hierbij kwamen zijn beide zonen, Artamir en Faramir (niet te verwarren met Faramir, de zoon van Denethor), om het leven.
Volgens de Gondoriaanse wet moest er altijd een erfgenaam achterblijven als de koning ten strijde trok. Dat betekende dat Artamir wel mocht deelnemen aan een gevecht, terwijl Faramir thuis had moeten blijven. Faramir wilde echter niet lijdzaam toezien en vermomde zich als een soldaat in Ondohers leger. Toen de veldslag voorbij was, werd zijn lichaam tussen de gesneuvelden gevonden.
In het zuiden werden de legers van de Haradrim teruggedrongen door generaal Eärnil. Enkele dagen later verraste Eärnil de feestvierende Oosterlingen in de Slag van het Kamp, waardoor het gevaar voor Gondor geweken was.
Door de dood van Ondoher en zijn zonen stierf de directe lijn van Anárion uit en werd Gondor in een crisis gestort en het was de taak van Pelendur om die te bezweren. Het enig overlevende kind van Ondoher, zijn dochter Fíriel, was getrouwd met prins Arvedui van Arthedain, een voortzetting van het oude Arnor. De troon werd opgeëist door Arvedui en door de zegevierende generaal Eärnil. Het was de rol van Pelendur om te bemiddelen tussen de twee pretendenten en om een koning aan te wijzen.
Eärnil baseerde zijn aanspraak op de troon op het feit dat hij de achter-achterkleinzoon was van koning Telumehtar Umbardacil, op zijn staat van dienst en op zijn Gondoriaanse wortels. Arvedui eiste de troon op voor zowel zichzelf als voor zijn vrouw. De aanspraak namens Fíriel baseerde hij op de aloude wet van Númenor die vrouwen toestond de troon te bestijgen als er geen mannelijke troonopvolgers waren. Zijn eigen aanspraak was gefundeerd op de stelling dat hij als afstammeling van Isildur recht had op de troon.
Pelendur wees de aanspraak van Arvedui af, omdat het koningschap in zijn ogen toebehoorde aan de afstammelingen van Meneldil en Anárion. Isildur zou namelijk het koningschap van Gondor afgestaan hebben aan de lijn van Anárion. Fíriels aanspraak wees hij af door Arvedui op het feit te wijzen dat het koningschap zowel in Gondor als in Arnor, waar Arvedui vandaan kwam, altijd werd doorgegeven aan een zoon en dat, anders dan in het vreedzame Númenor, een mannelijke heerser gewenst was om Gondor tegen de vele aanvallen te beschermen.
Door zijn Gondoriaanse afkomst en de steun van Pelendur werd Eärnil koning onder de naam Eärnil II. Pelendurs beslissing zorgde ervoor dat een unieke kans om Gondor en Arnor weer onder één koning samen te brengen voorbij ging. Arvedui werd tien jaar later de laatste koning van Arthedain. In 1974 liep het kwade koninkrijk Angmar Arthedain onder de voet. Ondanks een hulp van een leger uit Gondor, dat werd aangevoerd door Eärnils zoon Eärnur, kwam deze hulp te laat om Arvedui's leven te redden. Eärnur vernietigde een jaar later Angmar in de Slag bij Fornost. Pelendur stierf in D.E. 1998 en werd als stadhouder opgevolgd door zijn zoon Vorondil.
Pelendur · Vorondil · Mardil Voronwë · Eradan · Herion · Belegorn · Húrin I · Túrin I · Hador · Barahir · Dior · Denethor I · Boromir · Cirion · Hallas · Húrin II · Belecthor I · Orodreth · Ecthelion I · Egalmoth · Beren · Beregond · Belecthor II · Thorondir · Túrin II · Turgon · Ecthelion II · Denethor II · Faramir